# آندریا کونتی (بازیکن فوتبال، زاده ۱۹۷۷)
آندریا کونتی (انگلیسی: Andrea Conti؛ زادهٔ ۲۳ اوت ۱۹۷۷) بازیکن فوتبال اهل ایتالیا است.
از باشگاه‌هایی که در آن بازی کرده‌است می‌توان به باشگاه فوتبال کارپی، باشگاه فوتبال ویرتوس لانچانو، باشگاه فوتبال آ.اس. رم، و باشگاه فوتبال آنکونا اشاره کرد.